# Rennweg am Katschberg
Rennweg am Katschberg è un comune austriaco di 1 758 abitanti nel distretto di Spittal an der Drau, in Carinzia; ha lo status di comune mercato (Marktgemeinde). Dal suo territorio nel 1868 sono state scorporate le località di Reitern e Sankt Nikolai, accorpate alla città di Gmünd in Kärnten.